# Estação Baltazar Fidélis
A Estação Baltazar Fidélis, popularmente conhecida como Paradinha, é uma estação ferroviária do estado de São Paulo, pertencente à Linha 7–Rubi da CPTM, localizada no bairro Chácara São Luiz, na divisa entre Vila Bela, no município de Franco da Rocha, Região Metropolitana de São Paulo.

## História
Com o crescimento de Francisco Morato, a Estrada de Ferro Santos-Jundiaí criou a Parada Km 113, aberta em 1 de setembro de 1955, sendo constituída de um simples apeadeiro sem cobertura, com capacidade para atender apenas um carro e meio da ferrovia e com parada apenas em determinados horários. Em 1970 ela é renomeada Baltazar Fidélis (vide seção toponímia). Em 1974 os moradores das redondezas e passageiros da Paradinha (como foi popularmente chamada) já reclamavam das condições da mesma:
"...Lamentam os moradores...que a estaçãozinha esteja suja e malcuidada além de não possuir abrigo que os proteja contra a chuva e contra o sol...Os moradores interessados pedem ao superintendente da Rede Ferroviária Federal em São Paulo que mande fazer uma vistoria na Parada "Baltazar Fidélis"..."— Trecho de carta enviada ao jornal Folha de S.Paulo, 24 de junho de 1974
No entanto, apenas em 1985 a parada é elevada à estação e recebe melhorias como o alongamento das plataformas (1985) e a construção de uma edificação para sediar a estação (1987). Desde 1 de junho de 1994 a estação é administrada pela CPTM. Durante os Tumultos na CPTM em 1996 a estação Baltazar Fidélis foi uma das sete severamente depredadas, resultando em seu fechamento para reparos emergenciais por 6 meses.

### Projeto
Em fins de 2004 a CPTM realizou a licitação nº 8292402011 com o objetivo de elaborar projetos arquitetônicos e de engenharia para subsidiar a reforma/reconstrução de 39 estações, divididas em 10 lotes. A estação Baltazar Fidélis ficou no lote 1 (ao lado das estações Piqueri, Pirituba, Perus e Caieiras). Em 12 de abril de 2005, a licitação teve o seu resultado anunciado homologado. O lote 1 foi vencido por um consórcio formado pelas empresas Figueiredo Ferraz/Toscano, pelo valor de 1 040 439,58 reais.
Apesar de concluídos em 2007, os projetos de Baltazar Fidélis não saíram do papel. Uma segunda tentativa de relançá-los foi realizada em 2012 com a licitação Nº 8616110011, cujo objetivo era o de atualizar os projetos realizados entre 2005 e 2007 para as estações Baltazar Fidélis e Pirituba. O consórcio Herjacktech-Geométrica-III venceu o certame, pelo valor de 4 202 139,03 reais em julho de 2012 e subcontratou a empresa ASL e Associados para elaborar o novo projeto arquitetônico. O projeto foi concluído em 2015, porém as obras da estação não saíram do papel por conta do financiamento das mesmas obtido pelo Programa de Aceleração do Crescimento ter sido cancelado por conta da crise econômica de 2014 no país.

## Toponímia

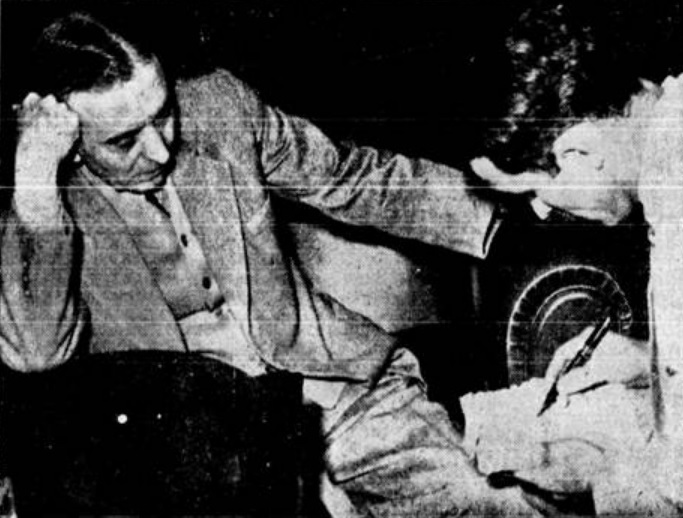
Baltazar Fidélis concedendo entrevista ao jornal Correio Paulistano em 1946

Baltazar Fidélis nasceu em 1886 e aos dezessete anos ingressou na São Paulo Railway. Pelos próximos 47 anos atuou em diversos cargos, tendo se aposentado em 1951 como Secretário Geral da ferrovia já estatizada Estrada de Ferro Santos-Jundiaí. Entre 1920 e 1948, foi acionista minoritário da Companhia Paulista de Estradas de Ferro. Faleceu em 29 de março de 1966, em Francisco Morato, pouco tempo após completar 80 anos. Por iniciativa do vereador Gentil da Rocha, da Câmara Municipal de Franco da Rocha, foi proposta em dezembro de 1970 a renomeação da Parada do km 113 para Parada Baltazar Fidélis. A medida acabou por ser aprovada pela Rede Ferroviária Federal e pela família do homenageado.
Um de seus filhos, Eduardo Antonio de Camargo Fidelis (1924-1971) ingressou na ingressou na São Paulo Railway em 1945. Após a estatização da ferrovia, formou-se em engenharia e atuou na recém criada Estrada de Ferro Santos-Jundiaí e na Rede Ferroviária Federal alcançando o cargo de superintendente da Regional Centro-Sul da empresa (responsável por administrar as ferrovias Santos-Jundiaí e Noroeste do Brasil, além de diretor do Centro das Indústrias do Estado de São Paulo e membro do Conselho Técnico e Consultivo da Companhia Municipal de Transportes Coletivos. Após sua morte, foi homenageado pela prefeitura de São Paulo, através do Decreto nº 9.922, de 27 de março de 1972 que rebatizou a Rua "11", no distrito do Butantã para Rua Engenheiro Camargo Fidelis.

## Tabela
| Sigla | Estação          | Inauguração           | Integração               | Plataformas | Posição    | Notas                        |
| ----- | ---------------- | --------------------- | ------------------------ | ----------- | ---------- | ---------------------------- |
| BFI   | Baltazar Fidélis | 1 de setembro de 1955 | Bilhete Único da SPTrans | Laterais    | Superfície | Estação construída pela EFSJ |